# سافیر (کشتی‌گیر)
سافیر (انگلیسی: Sapphire; ۲۴ اکتبر ۱۹۳۴ – ۱۱ سپتامبر ۱۹۹۶) بازیگر، کشتی‌گیر کشتی حرفه‌ای، و مربی (کشتی حرفه‌ای) اهل ایالات متحده آمریکا بود.